# تقسیمات کشوری جمهوری آرتساخ
جمهوری آرتساخ (انگلیسی: Republic of Artsakh) به هفت استان و یک منطقه ویژه پایتختی استپاناکرت تقسیم شده‌است.
شهرداری‌ها در جمهوری آرتساخ به دو رده تقسیم شده‌اند: جوامع شهری و جوامع روستایی. هم اکنون، ۱۰ شهرک (شهری) و ۳۲۲ روستا (روستایی) در آرتساخ وجود دارد.

## نگارخانه

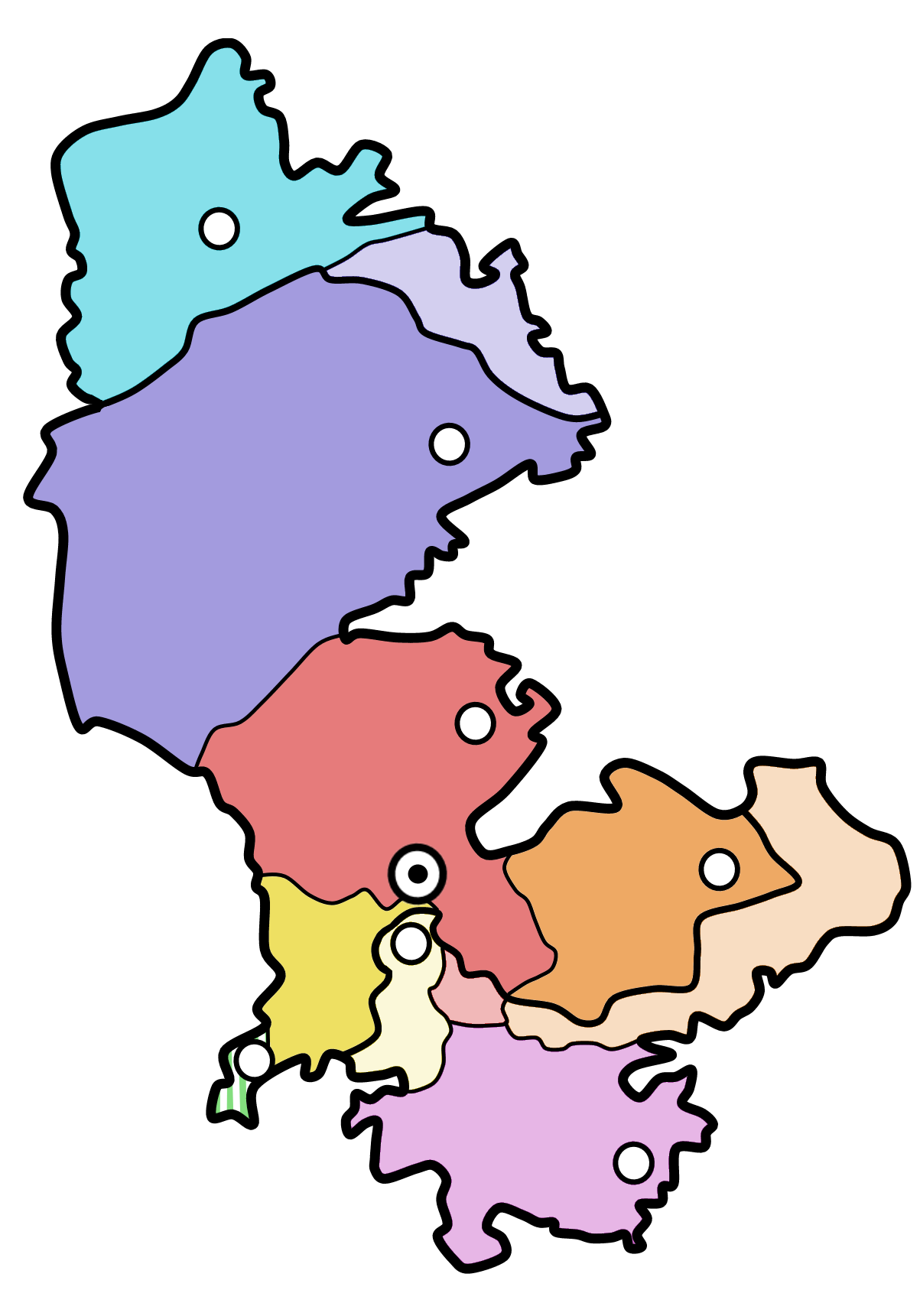

## تقسیمات کشوری
| نام استان       | جمیعت (۲۰۰۵ سرشماری) | مساحت (km2) | مرکز استان |
| --------------- | -------------------- | ----------- | ---------- |
| استپاناکرت      | ۴۹٬۹۸۶               | ۲۵٫۶۶       | -          |
| استان آسکران    | ۱۶٬۹۷۹               | ۱٬۲۲۲       | عسکران     |
| استان هادروت    | ۱۲٬۰۰۵               | ۱٬۸۷۷       | هادروت     |
| استان کاشاتاق   | ۹٬۷۶۳                | ۳٬۳۷۷       | لاچین      |
| استان مارتاکرت  | ۱۸٬۹۶۳               | ۱٬۷۹۵       | مارتاکرت   |
| استان مارتونی   | ۲۳٬۱۵۸               | ۹۵۱         | خوجاوند    |
| استان شاهومیان۱ | ۲٬۵۶۰                | ۱٬۸۳۰       | کارواجار   |
| استان شوشی      | ۴٬۳۲۴                | ۳۸۳         | شوشی       |

۱ Claimed by the Republic of Artsakh but partly under جمهوری آذربایجانi control.